# Gwiezdne wrota: Continuum
Gwiezdne wrota: Continuum (ang. Stargate: Continuum) – amerykańsko-kanadyjski film science fiction, którego akcja rozgrywa się w świecie Gwiezdnych wrót. Film jest bezpośrednią kontynuacją serialu Gwiezdne wrota i kończy zapoczątkowany w nim wątek Goa’uldów. Film nie był emitowany w kinach i został wydany tylko na DVD i blu-ray. Jest jedną z dwóch pełnometrażowych kontynuacji serialu Gwiezdne wrota obok Gwiezdne wrota: Arka Prawdy.
W filmie ponownie spotykamy drużynę SG-1 z sezonu 10 Gwiezdnych wrót i Jacka O’Neilla. Film kręcono na początku 2007 w studiu w Vancouver i w Arktyce.

## Obsada
- Richard Dean Anderson jako Jack O’Neill
- Ben Browder jako Cameron Mitchell
- Michael Shanks jako dr Daniel Jackson
- Amanda Tapping jako Samantha Carter
- Christopher Judge jako Teal’c
- Claudia Black jako Vala Mal Doran
- Beau Bridges jako Hank Landry